# Либерална странка Аустралије
Либерална странка Аустралије (енгл. Liberal Party of Australia) је либерално-конзервативна политичка партија десног центра која делује у Аустралији. Основана је 1945. како би заменила у програмском смислу идентичну Странку Уједињене Аустралије поражену на изборима претходне године. На власти је била од 1949. до 1972. године, потом од 1975. до 1983. године, те од 1996. до 2007. године. Поново су дошли на власт победом на изборима 2013. и на њој су остали до 2022. године. Њен традиционални супарник је Аустралијска лабуристичка партија (АЛП), а стални партнер Национална странка, са којим чини изборни блок познат као Коалиција.